# Масанаса
Масанаса (валенс. Massanassa (офіційна назва), ісп. Masanasa) — муніципалітет в Іспанії, у складі автономної спільноти Валенсія, у провінції Валенсія. Населення — 8918 осіб (2010).

## Географія
Муніципалітет розташований на відстані близько 300 км на схід від Мадрида, 7 км на південь від Валенсії.

## Демографія
Динаміка населення (INE ):

## Галерея зображень

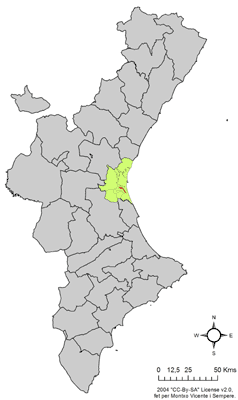
Розташування муніципалітету Масанаса у автономній спільноті Валенсія
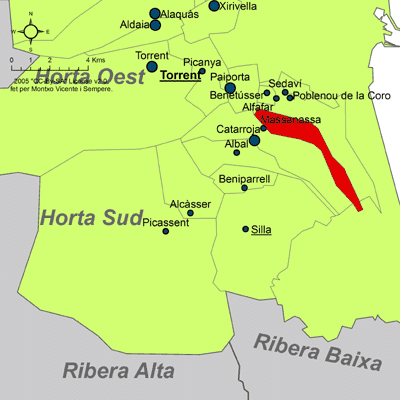
Розташування муніципалітету Масанаса у комарці Уерта-Сур
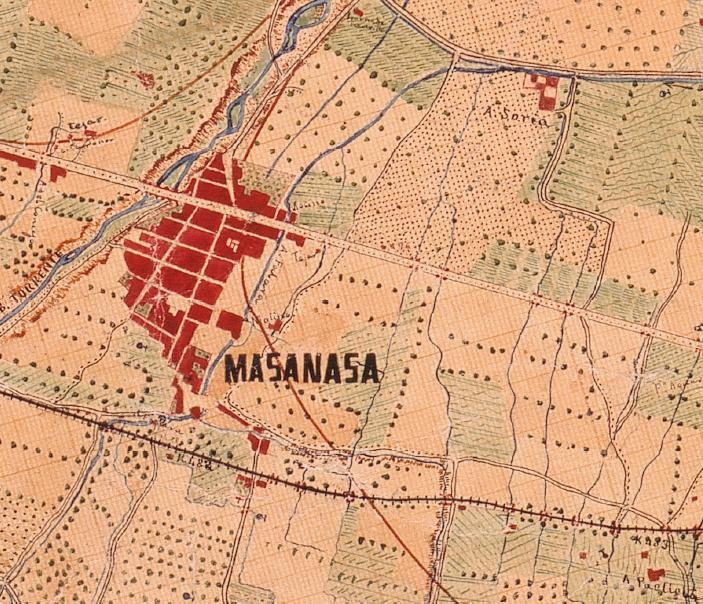
Масанаса у 1883 році